# Brazdanje
Brazdanje (blastomerizacija, segmentacija) niz je mitotičkih dioba oplođenog jajeta. Kod zigota mnogih vrsta događaju se brzi stanični ciklusi, ali bez rasta stanica. Rezultat tih dioba je grozdasta nakupina stanica jednake veličine kao i zigota. Stanice nastale brazdanjem nazivaju se blastomere, a njihova nakupina zove se morula. Brazdanje završava nastankom blastule.
Ovisno o količini žumanjka u jajetu brazdanje može biti holoblastično (potpuno) ili meroblastično (djelomično). Dio jajeta s većom koncentracijom žumanjka je vegetativni pol, dok je drugi dio animalni pol.
Brazdanje se razlikuje od ostalih dioba stanica po tome što se povećava broj stanica, ali ne i njihova masa. To znači da sa svakom uzastopnom diobom količina jezgrene tvari nadmašuje količinu citoplazmatske tvari.

## Mehanizam
Brzi stanični ciklusi olakšani su održanjem visoke razine bjelančevina koje reguliraju napredak staničnog ciklusa, kao što su ciklini i s njima povezane kinaze ovisne o ciklinima (CDK). Kompleks ciklin B / kinaza ovisna o ciklinima 1 poznat i kao MPF (faktor promicanja sazrijevanja) potiče početak mitoze.
Procesi kariokineze (mitoze) i citokineze zajedno utječu na brazdanje. Mitotički aparat sastavljen je od središnjeg vretena i polarnih astera sastavljenih od polimera tubulina koji se zovu mikrotubuli. Citokineza je posredovana kontraktilnim prstenom sastavljenih od polimera aktina poznatih pod nazivom mikrofilamenti. Kariokineza i citokineza su samostalni, ali prostorno i vremenski usklađeni procesi. Dok se mitoza može odvijati i bez citokineze, citokineza zahtijeva mitotički aparat.

## Vrste brazdanja

### Determinirano i nedeterminirano brazdanje
Determinirano brazdanje je oblik brazdanja koji se javlja kod većine protostoma. Kod ovog brazdanja razvojni put stanica već je unaprijed određen. Nijedna od tih stanica nema sposobnost da raste samostalno i razvije se u zametak.
Nedeterminirano brazdanje karakteristično je za deuterostome. Kad se zigota prvi put mitotički podijeli, dvije novonastale stanice mogu se razdvojiti i svaka od njih se zasebno može razviti u novu jedinku. Upravo zahvaljujući nedeterminiranom brazdanju kod čovjeka postoji mogućnost rađanja jednojajčanih blizanaca.

### Holoblastično brazdanje
Holoblastično brazdanje može se promatrati kod izolecitnih stanica (stanice s malom koncentracijom žumanjka) ili kod mezolecitnih stanica (stanice s umjerenom količinom žumanjka). Na osnovi položaja diobenih ravnina četiri vrste holoblastičnog brazdanja:  bilateralno, radijalno, rotacijsko i spiralno. Kod holoblastičnih jaja prvo brazdanje se uvijek odvija duž vegetativno-animalne osi jajeta, dok se drugo brazdanje odvija okomito od prvog. 
- bilateralno brazdanje

Prvo brazdanje rezultira bisekcijom zigote na lijevu i desnu polovicu. Daljnja brazdanja su koncentrirana na osi i rezultiraju dvjema stanicama koje su potpuno jednake. Kod bilateralnog holoblastičnog brazdanja diobe blastomera se odvojeno odvijaju; za razliku od bilateralnog meroblastičnog brazdanja gdje blastomere ostaju djelomično povezane.
- radijalno brazdanje

Radijalno brazdanje je karakteristično za deuterostome, koje uključuju neke kralježnjake i bodljikaše, kod kojih je diobena ravnina paralelna s polarnom ravninom oocite ili okomita na nju.
- rotacijsko brazdanje

Za sisavce je karakteristično rotacijsko brazdanje i izoletična raspodjela žumanjka (rijetko i podjednako raspodijeljeno). Upravo zbog male količine žumanjka stanice zahtijevaju neposrednu implantaciju na zid maternice da bi mogle dobiti potrebne hranjive tvari. Za rotacijsko brazdanje karakteristična je normalna prva dioba stanice koja se događa na meridijalnoj osi i kojom nastaju dvije stanice kćeri. Ovo brazdanje razlikuje se od ostalih po tome što se stanice kćeri dijele meridijalno, dok se kod ostalih dijele ekvatorijalno.
- spiralno brazdanje

Spiralno brazdanje karakteristika je mnogih vrsta natkoljena Lophotrochozoa koje su upravo po načinu brazdanja dobile zajednički naziv Spiralia. Većina spiralija prolazi jednako spiralno brazdanje premda neke prolaze nejednako brazdanje (vidi dalje).  Ova skupina uključuje kolutićavce, mekušce i štrcaljce. Spiralno brazdanje varira kod pojedinih vrsta, ali su kod svih rezultat prvih dviju dioba stanica četiri makromere, također poznate pod nazivom blastomere, (A, B, C, D). Svaka od njih predstavlja jednu četvrtinu embrija. Prva dva brazdanja odvijaju se paralelno s animalno-vegetativnom osi zigote. U četverostaničnom stadiju makromere A i C susreću se na animalnom polu i stvaraju animalnu brazdu, dok se makromere B i C susreću na vegetativnom polu i stvaraju vegetativnu brazdu. Kroz sljedeće etape brazdanja nastaju nakupine mikromera koje se smještaju na animalnom polu. Svaka nakupina mikromera povezana je s roditeljskom makromerom.

### Meroblastično brazdanje
Meroblastično ili djelomično brazdanje odvija se uz veliku količinu žumanjka u oplođenoj jajnoj stanici. Dva glavna oblika meroblastičnog brazdanja jesu diskoidalno i superficijalno (površinsko).
- diskoidalno brazdanje

Kod diskoidalnog brazdanja dijeli se samo citoplazma u obliku diska na animalnom polu. Taj disk nosi naziv blastodisk. Ovo brazdanje je karakteristično za jednootvorne, ptice, gmazove i ribe, koji imaju teleocitne jajne stanice (žumanjak je smješten na jednom kraju jajeta).
- superficijalno brazdanje

Kod superficijalnog brazdanja javlja se mitoza, ali ne i citokineza, pa tako nastaju polinuklearne stanice. Žumanjak je smješten u središtu jajne stanice, a jezgre se nalaze na rubu stanice. Plazmatska membrana raste prema unutrašnjosti i dijeli jezgre na pojedinačne stanice. Ovo brazdanje javlja se kod člankonožaca, koji imaju centroletične jajne stanice (žumanjak se nalazi u središtu jajeta).

## Sisavci
Kod sisavaca dioba stanica traje između 12 i 24 sata, a diobe su stanica asinkrone. Zigotička transkripcija počinje kad se zametak sastoji od 2, 4 ili 8 stanica. Brazdanje je holoblastično i rotacijsko.
U osmostaničnom stadiju zametak prolazi kroz neke promjene. Većina blastomera postaju polarizirane i razvijaju čvrste čvorove s ostalim blastomerama. Tako nastaju dvije različite vrste stanica: polarne stanice na vanjskoj strani i nepolarne stanice u unutrašnjosti. Vanjske stanice, trofoblasti, donose u unutrašnjost natrij, koji automatski sa sobom donosi vodu kako bi se formirala šupljina blastocel. Sada se embrij zove blastocista. Trofoblast ima ulogu u razvijanju koriona, koji će postati dio posteljice. Unutarnje stanice potisnute su prema šupljini (jer se embrij ne povećava) kako bi oblikovale unutarnju staničnu masu i neke izvanembrionalne membrane.

## Više informacija
- embriogeneza
- blastocista